# Nicholas Paine Gilman
Nicholas Paine Gilman, född 21 december 1849 i Quincy, Illinois, död 23 januari 1912, var en amerikansk nationalekonom och lärare. 
Gilman verkade under en följd av år som unitarisk präst och tillträdde 1895 en lärarbefattning i sociologi och etik vid Meadvilles teologiska skola. I sitt även i Europa uppmärksammade arbete Profit Sharing (1888) gav han en överskådlig framställning av vinstandelssystemet, dess dittills skedda tillämpning i Europa och USA samt de ekonomiska principer, som ligger till grund för detsamma. Vid bildandet av Association for Promotion of Profit-Sharing valdes Gilman till sällskapets sekreterare. I Methods of Industrial Peace (1904) lämnar Gilman en tämligen fullständig och korrekt redogörelse för de olika metoderna till förebyggande av industriella strider och biläggande av arbetstvister.